# Бё (коммуна, Телемарк)
Бё (норв. Bø i Telemark) — бывшая коммуна в губернии Телемарк в Норвегии. Административный центр коммуны — город Бё. Официальный язык коммуны — нюнорск. Население коммуны на 2007 год составляло 5436 чел. Площадь коммуны Бё — 263,11 км², код-идентификатор — 0821.
В 2020 году произошло слияние коммун Бё и Сёухерад с созданием коммуны Мит-Телемарк.

## История населения коммуны
Население коммуны за последние 60 лет.

Статистика коммуны Бё